# Clotilde de Vaux

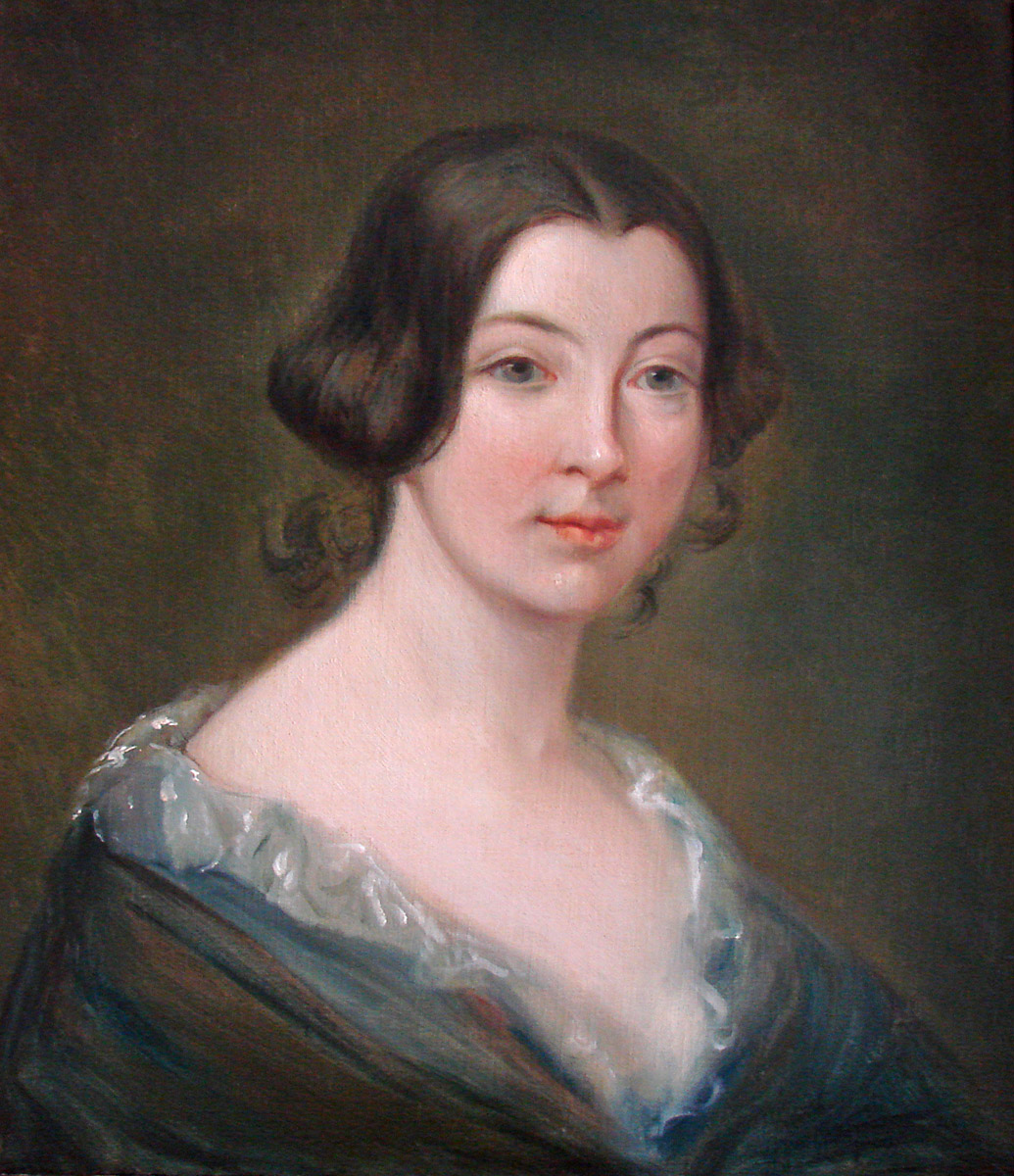
Clotilde de Vaux, Porträt von Louis-Jules Étex, 1845

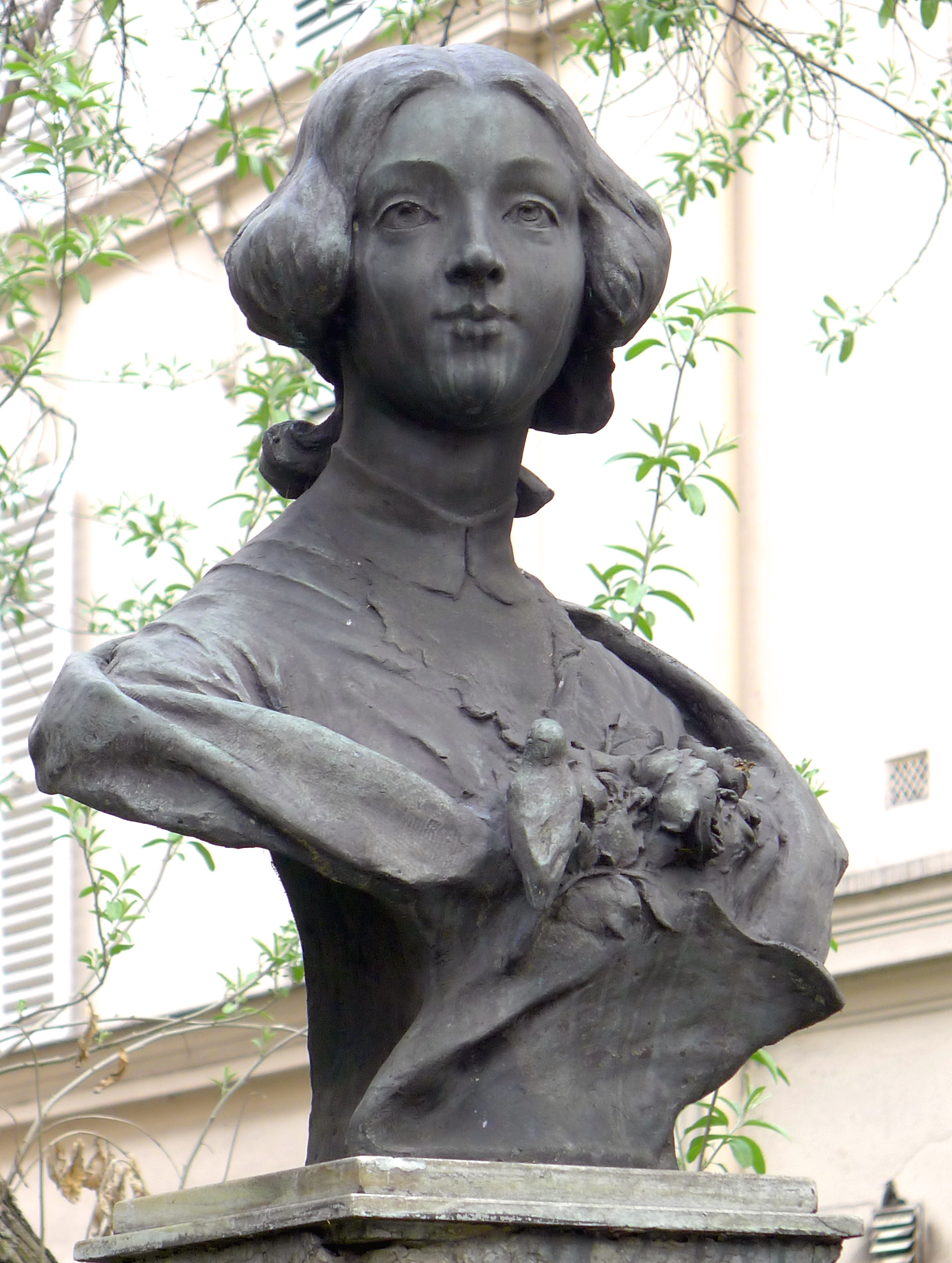
Büste der Clotilde de Vaux von Décio Villarès in der Rue Clotilde-de-Vaux im 11. Arrondissement

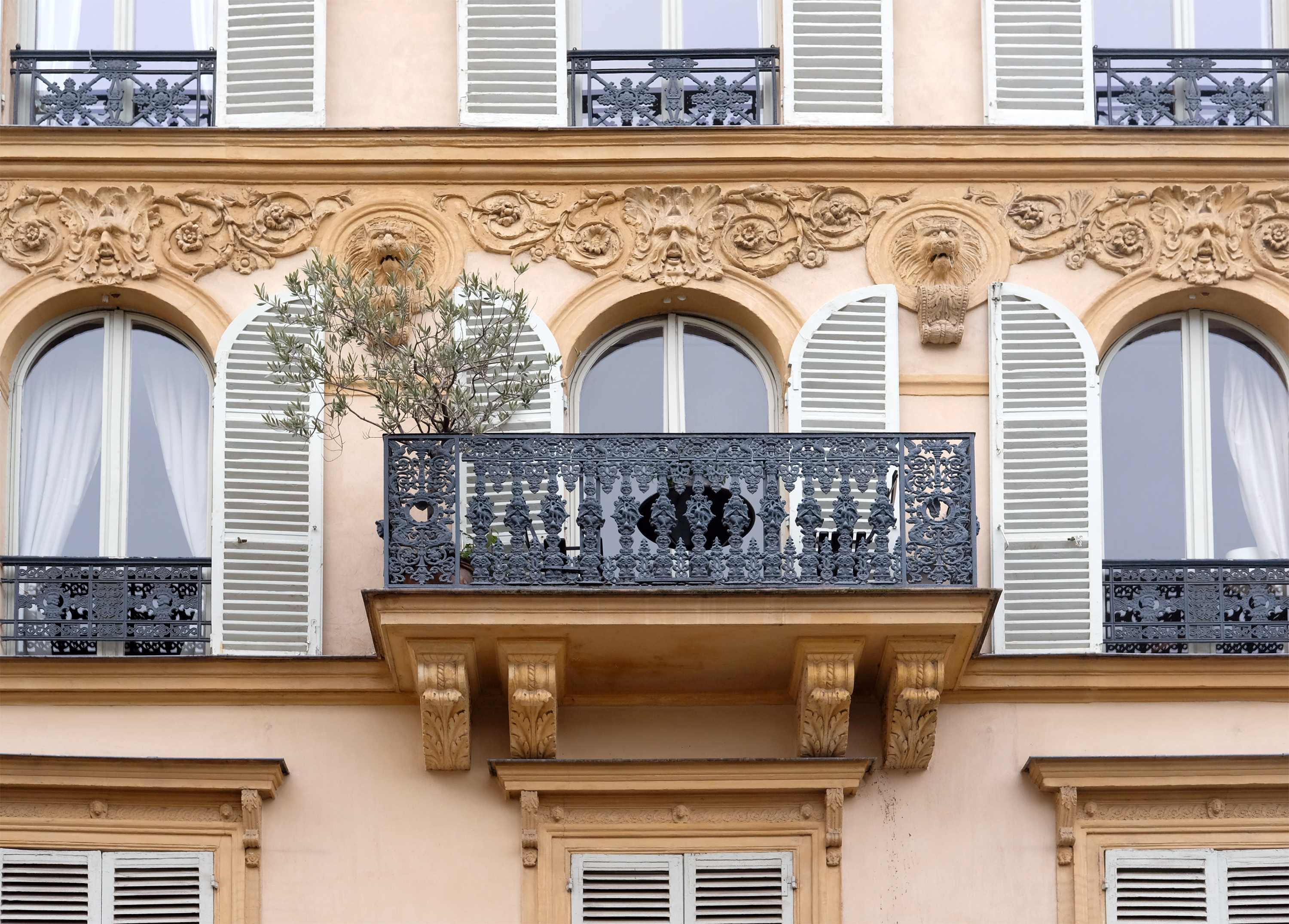
Wohnhaus von de Vaux in der Rue Payenne 7

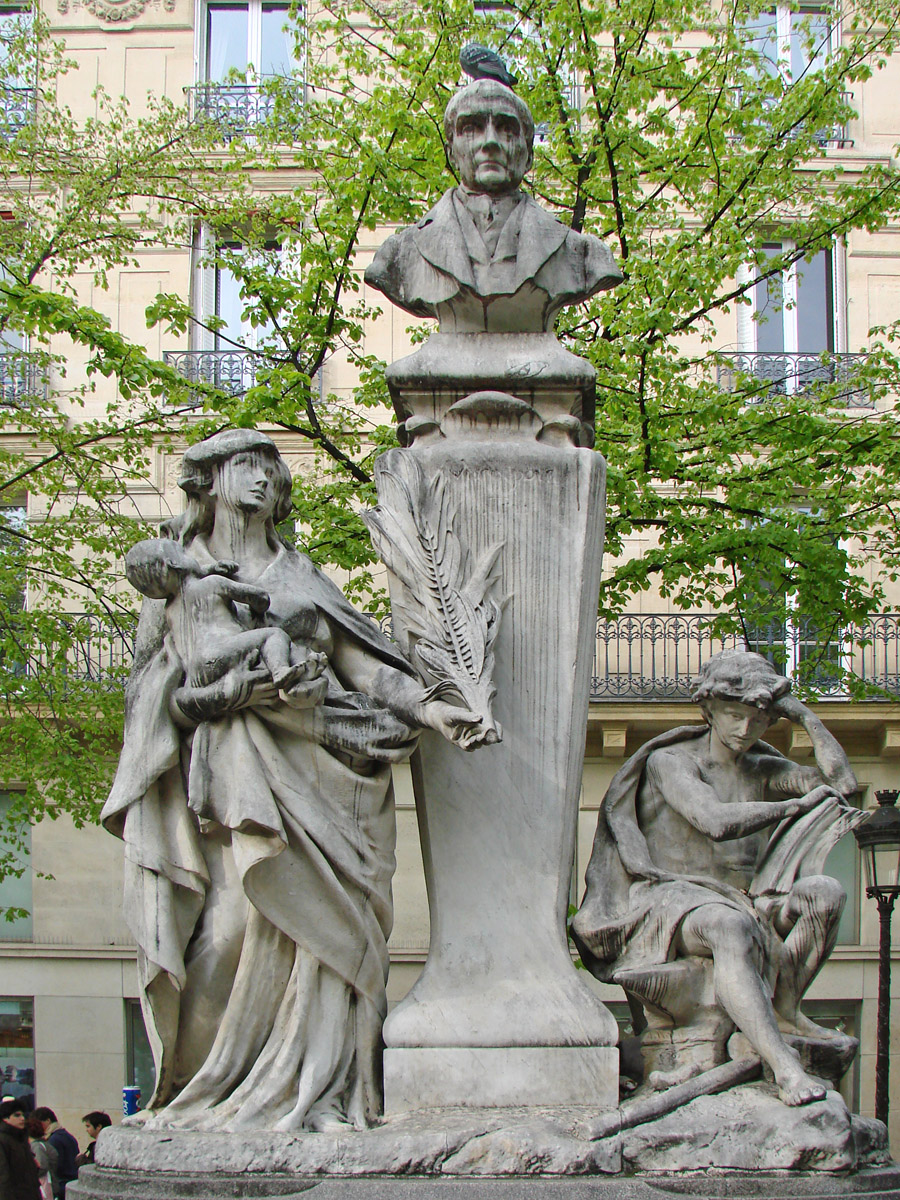
Denkmal zu Ehren von Auguste Comte, Place de la Sorbonne in Paris, mit Clotilde de Vaux als „Madonna mit Kind“ auf der linken Seite.

Clotilde de Vaux, geborene Charlotte Clotilde Joséphine Marie (* 3. April 1815 in Paris; † 5. April 1846 ebenda) war eine französische Autorin und Muse des Positivismus und der Religion des Positivismus. Sie inspirierte Auguste Comte zu seinem Système de politique positive und einer „Religion der Menschlichkeit“.

## Leben
Clotilde Marie war die älteste Tochter des bürgerlichen Infanteriehauptmanns Simon Marie (1775–1855) und der aus verarmtem. lothringischen Adel stammenden Henriette Joséphine de Ficquelmont (1780–1843). Sie hatte zwei überlebende Geschwister, Maximilien (1819–1891) und Léon (* 1820). Die Lage der Familie Marie zu Beginn der Restauration war für einen Haushalt mit drei Kindern schlecht. Zur Unterstützung erhielt die Familie eine Steuereinnehmerposition in Méru im Département Oise. Dort verbringt Clotilde Marie ihre Kindheit, unterbrochen von Aufenthalten in Lothringen bei ihren Tanten mütterlicherseits, Madame de La Lance auf einem Landsitz in Manonville und im Priorat von Flavigny, in dem ihre Tante Antoinette Äbtissin ist.
Anschließend trat sie in das Maison d'éducation de la Légion d'honneur in Saint-Denis, eine Schule für weibliche Nachkommen von Mitgliedern der Ehrenlegion, ein. Nach Abschluss ihrer Ausbildung kehrte sie zu ihren Eltern nach Méru zurück. Dort lernt sie Amédée de Vaux kennen, einen mittellosen jungen Mann aus der Region, der ihrem Vater als Hilfe empfohlen worden war. Die junge Frau reagiert positiv auf die Avancen des jungen Mannes, unter anderem, um dem Vaterhaus zu entfliehen. Dieser macht ihr daraufhin einen Heiratsantrag, der von den Eltern Marie nur widerwillig akzeptiert wird. Nach der Hochzeit am 28. September 1835 übernimmt Amédée de Vaux die Stelle seines Schwiegervaters bei der Steuerbehörde und das Ehepaar Marie zieht nach Paris.
Vier Jahre später, 1839, wurde entdeckt, dass ihr Mann ein Dieb und Fälscher war, der die Bücher manipulierte, um Spielschulden zu begleichen. Er versuchte, das Finanzamt in Brand zu setzen, und floh nach Belgien. Clotilde de Vaux konnte sich nicht scheiden lassen, sie hatte kein Geld und keinen Beruf. Sie zog wieder bei ihren Eltern in Paris ein und überlegte, ob sie schreiben soll, um ihren Lebensunterhalt zu verdienen. Ihre Mutter wendete sich daraufhin an ihren Bruder Karl Ludwig Reichsgraf von Ficquelmont, der sich bereit erklärte, ihr eine Rente von 600 Francs zu zahlen, von der der Vater nichts erfuhr. De Vaux zog anschließend in die Rue Payenne, in die oberste Etage eines Hauses unweit der Rue Pavée, in der ihr Bruder Maximilien, der gerade geheiratet hatte, mit seiner Frau eine kleine Wohnung hatte. Im April 1844 lernte De Vaux dort Auguste Comte kennen.
Der erste Brief von Comte an de Vaux datiert vom 30. April 1845 und schon aus ihm geht hervor, dass Comte leidenschaftlich in die junge Frau verliebt war. Diese wehrte seine Annäherungsversuche ab, ließ aber die weitere Korrespondenz zu. Comtes Leidenschaft steigerte sich weiter, wurde aber 1846  durch de Vaux’ Tod an Tuberkulose unterbrochen. Clotilde de Vaux wurde auf dem Cimetière du Père-Lachaise in der 1. Abteilung begraben.
Nach ihrem Tod wurde Comtes Liebe quasi-religiös und er sah sich als Gründer und Prophet einer neuen „Religion der Menschlichkeit“. Comte neigte dazu, die Ereignisse, die sein Leben durchziehen, zu theoretisieren, und sieht in den Wechselfällen seines Privatlebens Symptome, deren Interpretation die gesamte Menschheit interessiert. Comte baute in der Folge sein früheres philosophisches System, den wissenschaftlichen Positivismus, in vier Ausgaben des Système de politique positive 1851 bis 1854 um.
Er erkannte in seiner Muse de Vaux eine moralische Überlegenheit und wurde sich der religiösen Dimension des menschlichen Daseins bewusst. Clotilde de Vaux war in der Tat eine überzeugte Katholikin, und während Comte im Katholizismus lediglich eine Etappe in der Entwicklung zum „metaphysischen Geist“ sah, wurde er davon überzeugt, dass Gottesdienst und Feiern für die Entfaltung des Positivismus in der menschlichen Gesellschaft unerlässlich sind. Auguste Comte entwickelt so eine natürliche Religion, um das zu definieren, was er als Moral für das Leben in der Gesellschaft ansieht: Die Liebe zum anderen würde seiner Meinung nach zunächst durch die Vereinigung der Geschlechter gelebt, als Ausdruck von Großzügigkeit und Selbstlosigkeit, die sich auf größere Menschengruppen als das Paar ausdehnen kann.

## Veröffentlichungen
Wenige Werke von de Vaux selbst sind erhalten geblieben, darunter Pensées d’une fleur, ein Gedichtband, Lucie, eine Erzählung, die im Feuilleton von Le National publiziert wurde und Willelmine, ein Roman.
Die Briefe von Comte an Clotilde de Vaux sind veröffentlicht in: Testament d’Auguste Comte, avec les documents qui s’y rapportent. Pièces justificatives, prières quotidiennes, confessions annuelles, correspondance avec Mme de Vaux, Édition Pierre Laffitte, Paris 1884.